# Zigeunermühle

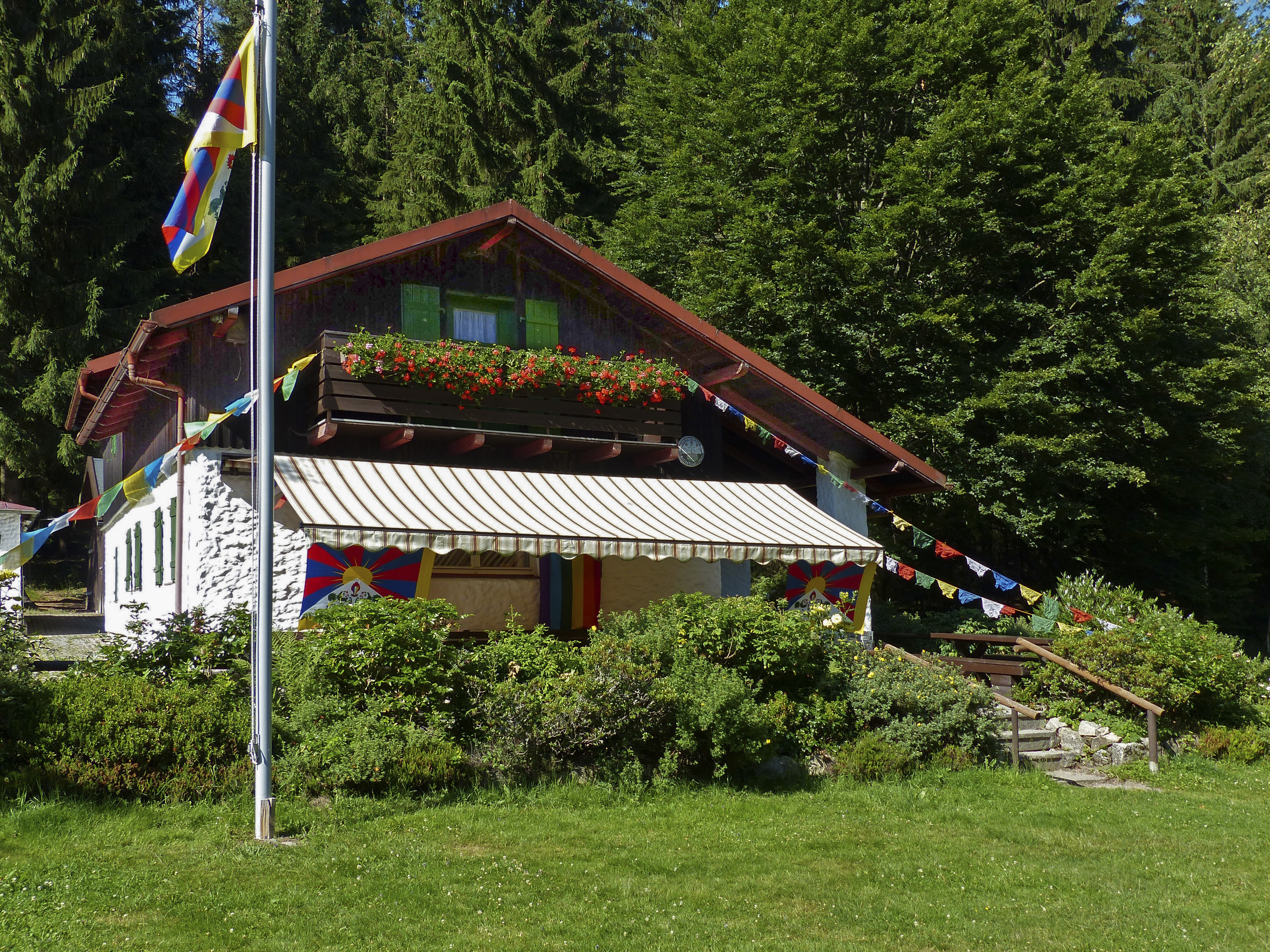
Anlässlich des 80. Geburtstags des Dalai Lama mit Fahnen geschmücktes Naturfreundehaus

Zigeunermühle ist ein Weiler auf dem Gebiet der Stadt Bad Weißenstadt im oberfränkischen Landkreis Wunsiedel im Fichtelgebirge in Bayern.
Der Weiler Zigeunermühle liegt an einem Abzweig von der Kreisstraße WUN 1 zwischen Weißenstadt und Kleinschloppen. Er ist auch über die Kreisstraße WUN 3 zwischen Weißenstadt und dem Waldstein bzw. Sparneck erreichbar. Am nordöstlichen Rand des Weilers fließt der Lehstenbach.
Der Ort am Hang des Lehstenberges hieß bis 1970 Lehstenbachmühle. Die Umbenennung erfolgte, weil dort im Jahr 1632 eine Gruppe Sinti und Roma getötet und auch begraben wurde. Aus der Umgebung sind mehrere Sagen über die getöteten Menschen überliefert. Gesichert ist, dass das in Weißenstadt stationierte Militär eine vor den Toren der Stadt abgewiesene Gruppe „Zigeuner“ von etwa 20 Personen verfolgte. Von Teilen der ansässigen Bevölkerung unterstützt, erschlugen die Soldaten die ganze Gruppe, darunter auch Kinder. Auf einem Flurstück an der Lehstenbachmühle wurden die Leichen verscharrt. Eine Umbenennung aufgrund des antiziganistischen und rassistischen Namens wurde im Jahr 2020 in der Lokalpresse thematisiert. Der zuständige Weißenstädter Bürgermeister Frank Dreyer (SPD) hielt von dieser Idee jedoch nichts.
Das namengebende Gebäude, die Mühle, war ab 1929 eine Sommerfrische und Gaststätte und ist heute ein Wohnhaus. Der kleine Ort ist bekannt wegen des Naturfreundehauses, das 1923 von den Münchberger Naturfreunden erbaut wurde, und einem Waldheim. Es gab eine Skisprungschanze des Wintersportvereins Weißenstadt, der dort auch Wettbewerbe austrug. Die Schanze ist inzwischen demontiert.